# Star Alliance
Star Alliance este prima și cea mai mare alianță de companii aeriene din lume, lansată în 14 mai 1997. Formarea Star Alliance a declanșat formarea altor alianțe aeriene, precum Oneworld și Skyteam.

## Istoria membrilor
- 1997 - Fondată de Air Canada, United Airlines, Lufthansa, Scandinavian Airlines System și Thai Airways. Varig se alătură alianței.
- 1999 - Ansett Australia, All Nippon Airways și Air New Zealand.
- 2000 - Singapore Airlines, bmi (British Midland), Mexicana, și Austrian Airlines
- 2001 - Ansett Australia falimentară.
- 2003 - Asiana Airlines, LOT Polish Airlines și Spanair.
- 2004 - US Airways, Adria Airways, Croatia Airlines, Blue1, Mexicana își termină statutul de membru.
- 2005 - TAP Portugal. America West Airlines fuzionează cu US Airways, care rămâne membru.
- 2006 - Swiss International Airlines și South African Airways.
- 2007 - Varig a fost înlăturată din alianță. Air China și Shanghai Airlines devin membre la 12 decembrie.
- 2008 - Turkish Airlines și EgyptAir.
- 2009 - Air India, Continental Airlines, TAM Airlines și Brussels Airlines urmează să devină membre până la sfârșitul anului.

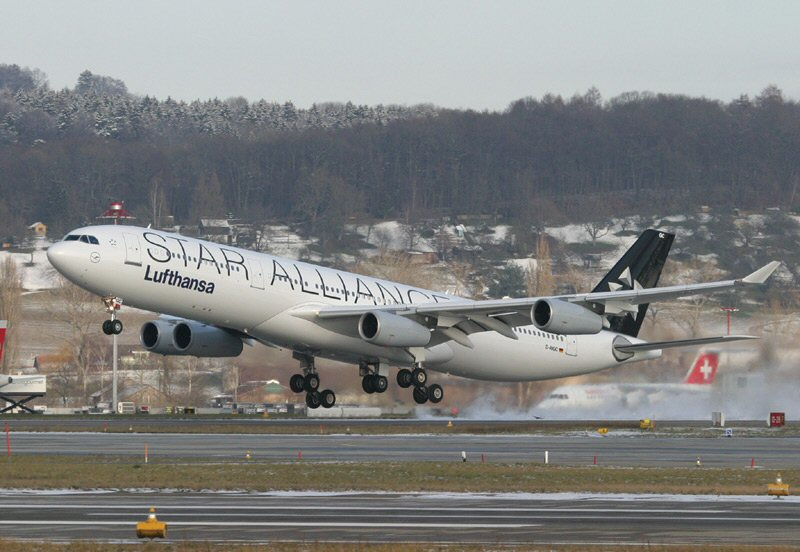
Avion Airbus A340 al Lufthansa cu însemnele Star Alliance

## Membri

### Cu drepturi depline
- Aegean Airlines (regional, Grecia)
- Air Canada
- Air China
- Shanghai Airlines  Arhivat în 20 martie 2005, la Wayback Machine.
- Air New Zealand
- All Nippon Airways  (ANA)
- Asiana Airlines
- Austrian Airlines  Arhivat în 21 august 2008, la Wayback Machine.
- Brussels Airlines
- EgyptAir
- EVA Air
- LOT Polish Airlines
- Lufthansa  Arhivat în 21 august 2008, la Wayback Machine.
- Scandinavian Airlines System  Arhivat în 25 septembrie 2006, la Wayback Machine. (SAS)
- Shanghai Airlines
- Singapore Airlines
- South African Airways
- Spanair
- Swiss International Airlines
- TAP Portugal  Arhivat în 27 octombrie 2006, la Wayback Machine.
- Thai Airways International
- United Airlines
- US Airways  Arhivat în 17 martie 2006, la Wayback Machine.
- Turkish Airlines
- EgyptAir

### Membri regionali
- Adria Airways  — sponsorizat de Lufthansa
- Blue1  Arhivat în 6 ianuarie 2009, la Wayback Machine. — sponsorizat de SAS
- Croatia Airlines  — sponsorizat de Lufthansa

### Foști membri
- Ansett Australia — lichidat în 2001
- Mexicana — a părăsit alianța în 2004.
- Varig  — a părăsit alianța în 2007.
- bmi (British Midland)

### Membri viitori
- Air India  în 2009
- Continental Airlines  în 2009

### Membri viitori potențiali
- airBaltic (regional)
- Air One (regional)
- Estonian Air (regional)
- Luxair (regional)
- Silk Air (regional)